# Telesforo Julve Jordán
Telesforo Julve Jordán (11 de gener de 1884, Vila-roia, Aragó - 1945, València, País Valencià) va ser un constructor de guitarres establert a València.
Les seues guitarres van ser molt populars durant les primeres dècades del segle xx, sent exportades internacionalment. El musicòleg i constructor de guitarres José Luis Romanillos ho recull en el seu diccionari de guitarrers.

## Biografia
Va néixer un 11 de gener de 1884 en Vila-roia (Terol) i va morir a València en 1945. Va aprendre l'ofici de constructor de guitarres de la mà del seu oncle Andrés Marín Simón.
Des de 1909 va obrir un taller al costat dels seus socis Francisco Armengol i Francisco Lloréns, societat que va existir fins que en 1915 Armengol va abandonar. Va ser en 1918 quan Julve va començar a treballar de manera independent.
A més de guitarres l'empresa també s'encarregava de l'elaboració de cordes, que sovint eren importades d'altres països. S'estima que durant diversos anys va tenir una producció de diversos milers d'unitats. En 1933, va comprar l'equipament i la marca creada pel també lutier Salvador Ibáñez.
Del taller de Julve van sortir molts constructors que després d'un període de formació van abandonar el taller per a provar sort pel seu compte, amb desigual fortuna. Entre ells destaca Ricardo Sanchis Nácher que després de 8 anys en el taller es va establir en solitari en 1925.
Després de la seua mort en 1945 el negoci va ser continuat pels seus fills Juan i Telesforo Julve Torres.